# Червонная Русь

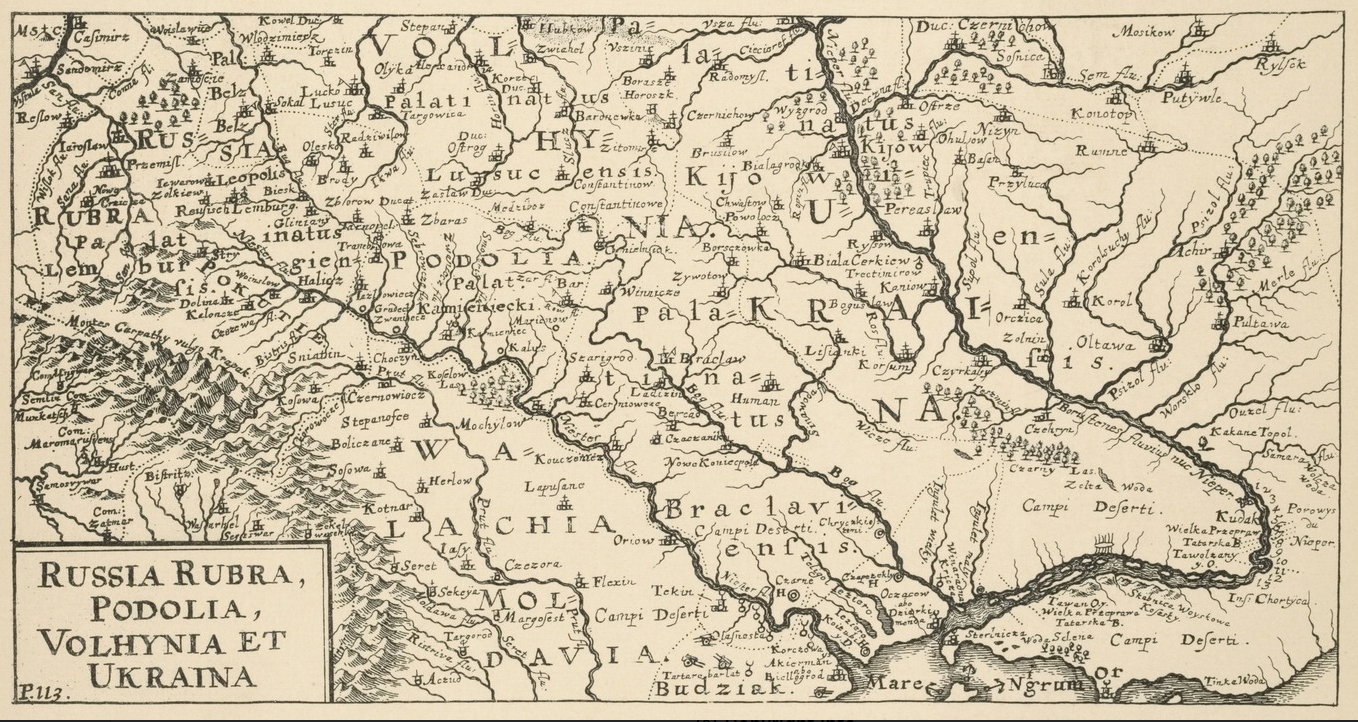
Червонная Русь (Russia Rubra), Подолье, Волынь и Украина. Карта Якоба фон Зандрарта, 1687 год.

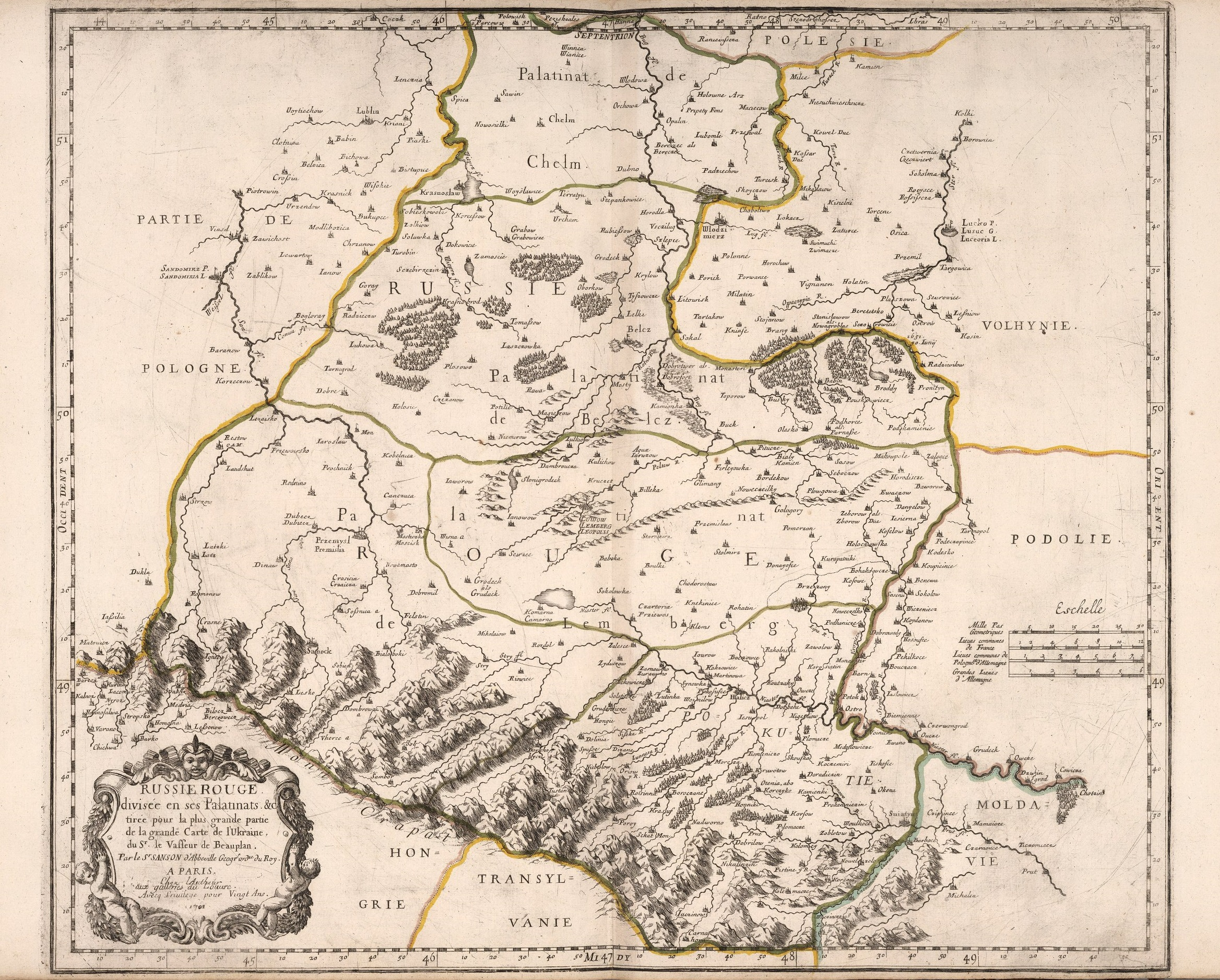
Червонная Русь (Russie Rouge) в 1701 году

Черво́нная Русь (также Красная Русь; лат. Russia Rubra, укр. Червона Русь, пол. Ruś Czerwona) — историческая область в (X) XV—XVIII веках; часть Руси, расположенная на западе современной Украины и юго-востоке современной Польши.
В других источниках указано, что Червонная Русь — название Галицкого княжества, происшедшее от города Червена́ (Червна́) в западной Галиции. Червонная Русь охватывала земли Русского и Белзского воеводств Польской Короны.
На востоке и северо-востоке граничила с Подольем и Волынью, на западе и юго-западе — с Закарпатьем, на юге и юго-востоке — с Буковиной, на севере — с Чёрной Русью.
Города Червонной Руси в летописях часто назывались Червенскими городами. В древнерусскую и более поздние эпохи таковыми являлись Львов, Звенигород, Галич, Теребовля, Санок, Кросно, Белз, Замосць, Холм, Перемышль, Червен, Волынь, Сутейск, Угровеск (XI—XII века — Галицкое, Звенигородское, Теребовльское, Перемышльское и Белзское княжества; XII—XIV века — Галицко-Волынское княжество).
Синонимами Червонной Руси являются исторические названия Галиция (преимущественно конец XVIII — начало XX веков) или Червенские города (X—XII века).
Червенские города упомянуты в летописях 981 года, когда великий князь Владимир Великий присоединил их к Древнерусскому государству. В 1018 году ими овладела Польша, однако уже в 1031 году они были возвращены в состав Руси. После распада Древнерусского государства эти земли стали частью Галицко-Волынского княжества.
В 1340 году началась Война за галицко-волынское наследство, в других источниках указано что Червонная Русь соединилась с польской короной лишь посредством династической унии. Польский король Казимир III Великий организовал против Галицко-Волынского княжества большой поход и захватил Галичину. Червонная Русь вошла в состав Польши, Казимир Великий оставил ей полное самоуправление, и представителем его верховной власти над нею был особый староста. Но скоро колонизация польской шляхты привела к водворению в Червонной Руси и польского права, которое окончательно было введено в 1435 году. В составе Польши она пробыла как Русское воеводство вплоть до XVIII века.
В 1772 году австрийской властью было создано Королевство Галиции и Лодомерии, включавшее Червонную Русь (Галицию), Волынь (Володимерию, Лодомерию) и Малую Польшу (Малопольску, Краковщину). Иногда (в науке и публицистике) употреблялось и далее название Червонная Русь.